# Циркуль (острів)
Циркуль — острів у Росії, у Карському морі на території Красноярського краю, на північному заході Таймиру, частина архіпелагу Шхери Мініна. Площа острова 30 км.

## Географія
Розташований в Красноярському краї, в 2,900 км на північний схід від столиці країни Москви. Площа — 30 км² .
Поверхня на острові — рівнинна. Найвища точка острова — 38 метрів над рівнем моря. Довжина — 9,4 км з півночі на південь, ширина -7,7 км.

## Клімат
Клімат — полярний. Середня температура -13 °С. Найтепліший місяць — липень, температура 6 °C, найхолодніший лютий — 25 °C.